# 蘇盛
蘇盛（1436年—？），字文盛，直隸大名府元城縣人，明朝政治人物。進士出身。

## 生平
順天府鄉試第二十四名。成化二年（1466年）丙戌科會試第一百三十七名，殿試登進士第三甲第九十五名。

## 家族
曾祖蘇名旺，曾任知縣。祖父蘇弘。父亲蘇宗，曾任錦衣衛鎮撫。